# Memoria Urbana Berlin
Memoria Urbana Berlin (nota anche in tedesco come Rekonstruktion der Böhmischen Bethlehemskirche, ossia "Ricostruzione della Chiesa Boema di Betlemme") è una scultura pubblica opera dell'artista spagnolo Juan Garaizabal che occupa il centro della piazza denominata Bethlehemkirchplatz nel Distretto di Mitte, Berlino, Germania. Fu eretta nel giugno del 2012 sul mosaico che comprendeva il luogo esatto nel quale si trovava la scomparsa Chiesa Boema di Betlemme nelle sue dimensioni originali. Per la sua costruzione furono impiegati 800 metri (2,600 piedi) lineali di tubo d'acciaio di sezione quadrata (12x12 cm /4,7x4,7 in) e 300 metri (984 piedi) lineali di sistema d'illuminazione LED. La sua struttura disegna nell'aria le linee della siluetta della costruzione scomparsa, ricreando un volume esatto in forma di bozzetto. Di notte l'illuminazione risalta specifiche zone dove entrava la luce. Misura 25 metri (Ovest a Est) x 15 metri (Nord a Sud) x 31 metri d'altezza (82x49x101 piedi) e pesa 40 tonnellate (44 tonnellate corte).

## Costruzione e mantenimento
Pianificata in origine come installazione temporale (prima per 4 mesi che furono protratti a un anno) in dicembre del 2013 le autorità del Municipio e del Distretto decisero concederle lo status di permanente. Così fu stabilito nel Parlamento del Distretto di Mitte in ottobre del 2014. La Fondazione artistica “Lux-Bethlehem”, che integra venti delle Istituzioni pubbliche e private che promossero la consolidazione della struttura come monumento pubblico permanente, garantisce la totalità del mantenimento, finanziandolo attraverso diverse iniziative benefiche.

## Simbolismo

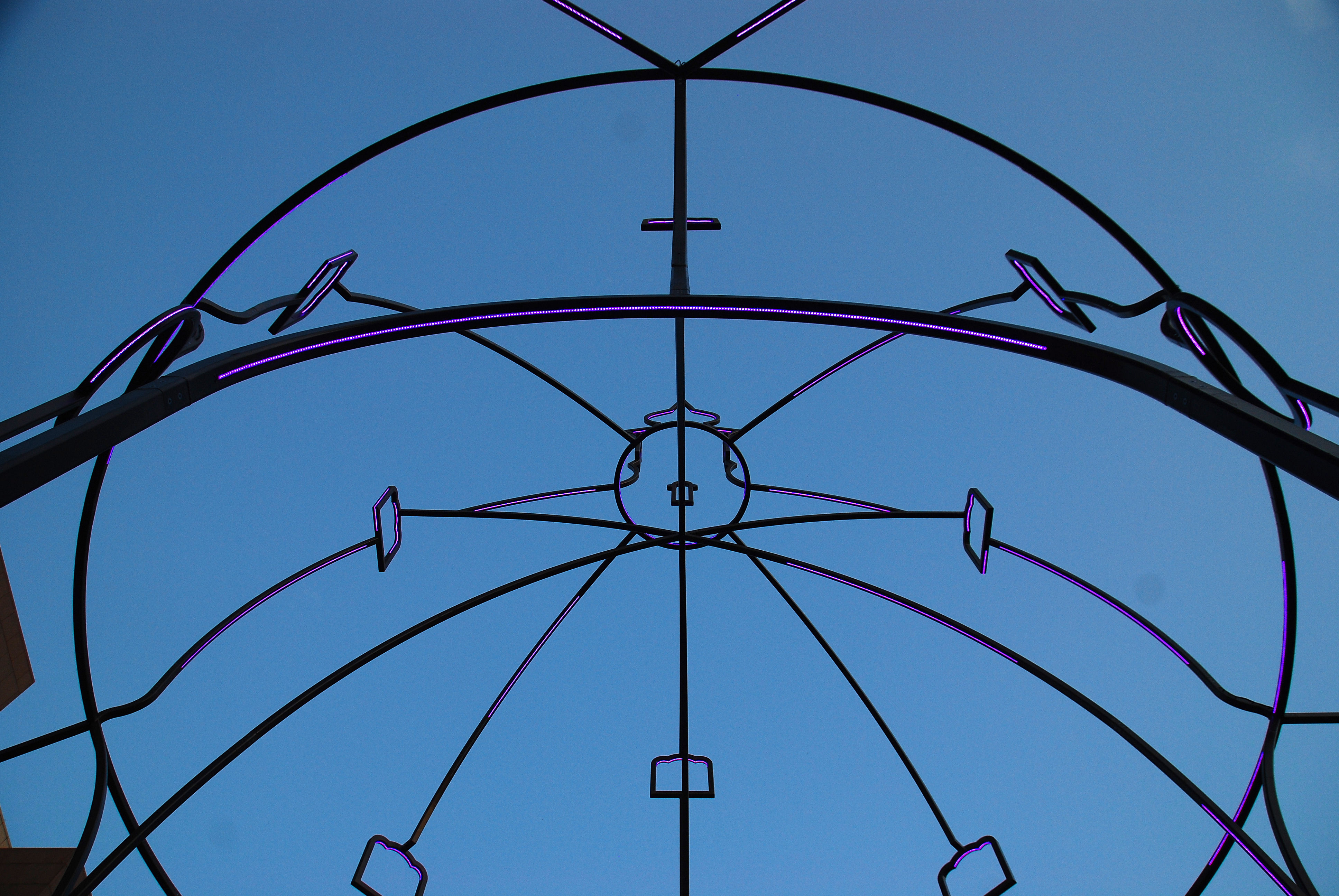
Berlin, Bethlehems-Kirche (Rekonstruktion Memoria Urbana 2012), illuminated cupola

La scultura monumentale è dedicata alla libertà di coscienza e alle immigrazioni, ed il ruolo di Berlino come città di accoglienza e tolleranza con spirito europeista gioca un ruolo fondamentale. La chiesa Bohemia di Betlemme fu costruita tra gli anni 1733 e 1735 in un ampliamento “Friedrichstadt” —attuale Distretto di Mitte— rappresentando uno dei capitoli più grandiosi nelle relazioni tra Prussia e Boemia. Grazie all'Imperatore Federico Guglielmo I di Prussia, i rifugiati Bohemi che erano stati espatriati per motivi religiosi, furono accolti nel Friedrichstadt di Berlino, così come lo furono rifugiati di altre origini come gli Ugonotti francesi. Un simbolo di tolleranza e apertura, caratteristica dello Stato Prussiano.
Nel 1943 fu danneggiata dalle bombe. Nel 1963 la chiesa fu demolita completamente ed il suo spazio fu incorporato alle installazioni del Checkpoint Charlie.
Juan Garaizabal proclama se stesso come un migrante spagnolo a Berlino, dove considera avere raggiunto la sua libertà artistica piena. La sua “Memoria Urbana di Berlino” è un tributo al coraggio dei migranti Bohemi e di tutti gli immigrati compreso lui stesso, ed alla generosità e grandezza dei Prussiani nel passato e dei Berlinesi nel presente. Con il suo intervento l'artista costruisce un'avventura tecnica ed estetica contemporanee sull'essenza eroica del passato. Sintetizza così anche l'abilità della città nell'estrarre l'essenza positiva del passato e proiettarla con forza nel futuro. Quindi, la chiesa Bohemia recupera la sua presenza ed utilizzo come luogo di incontro, riflessione e riconciliazione e torna a brillare con luce avanguardista ogni notte. “Per avvicinarsi al mio lavoro non bisogna essere un erudito. Eppure, il contatto con esso genera un forte desiderio di saccheggiare le biblioteche e gli archivi”, dice Juan Garaizabal.

## Galleria d'immagini

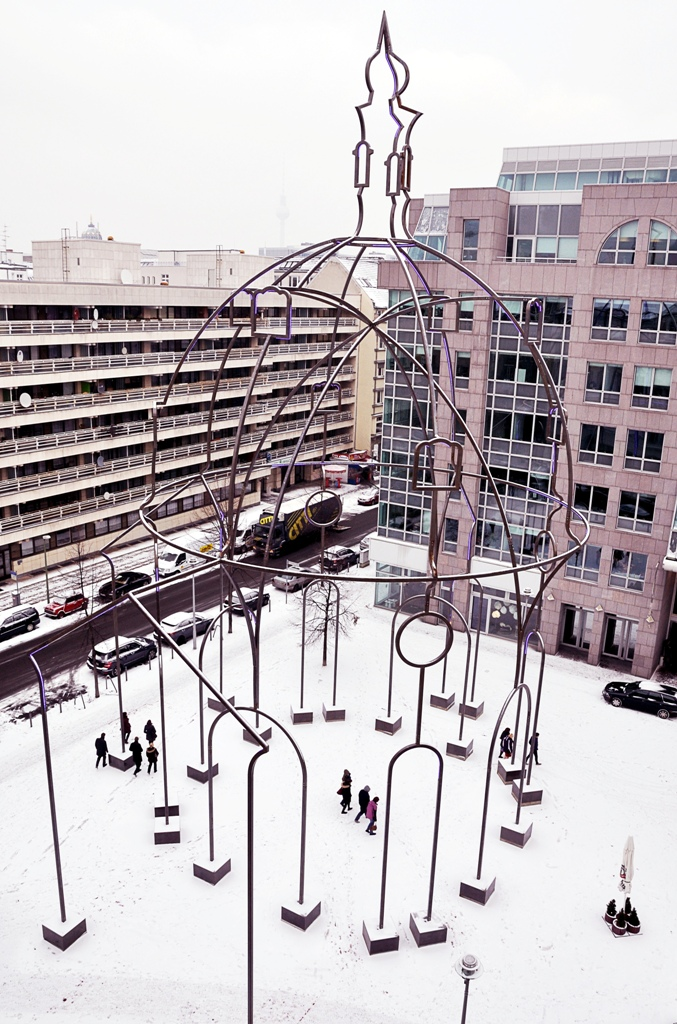
Memoria Urbana Berlin
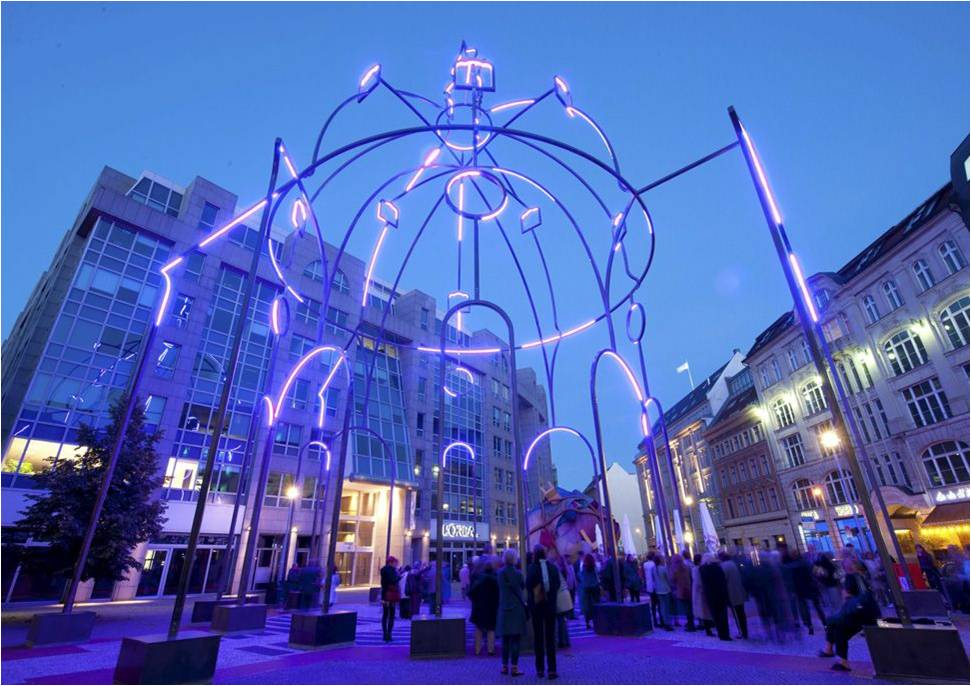
Memoria Urbana Berlin
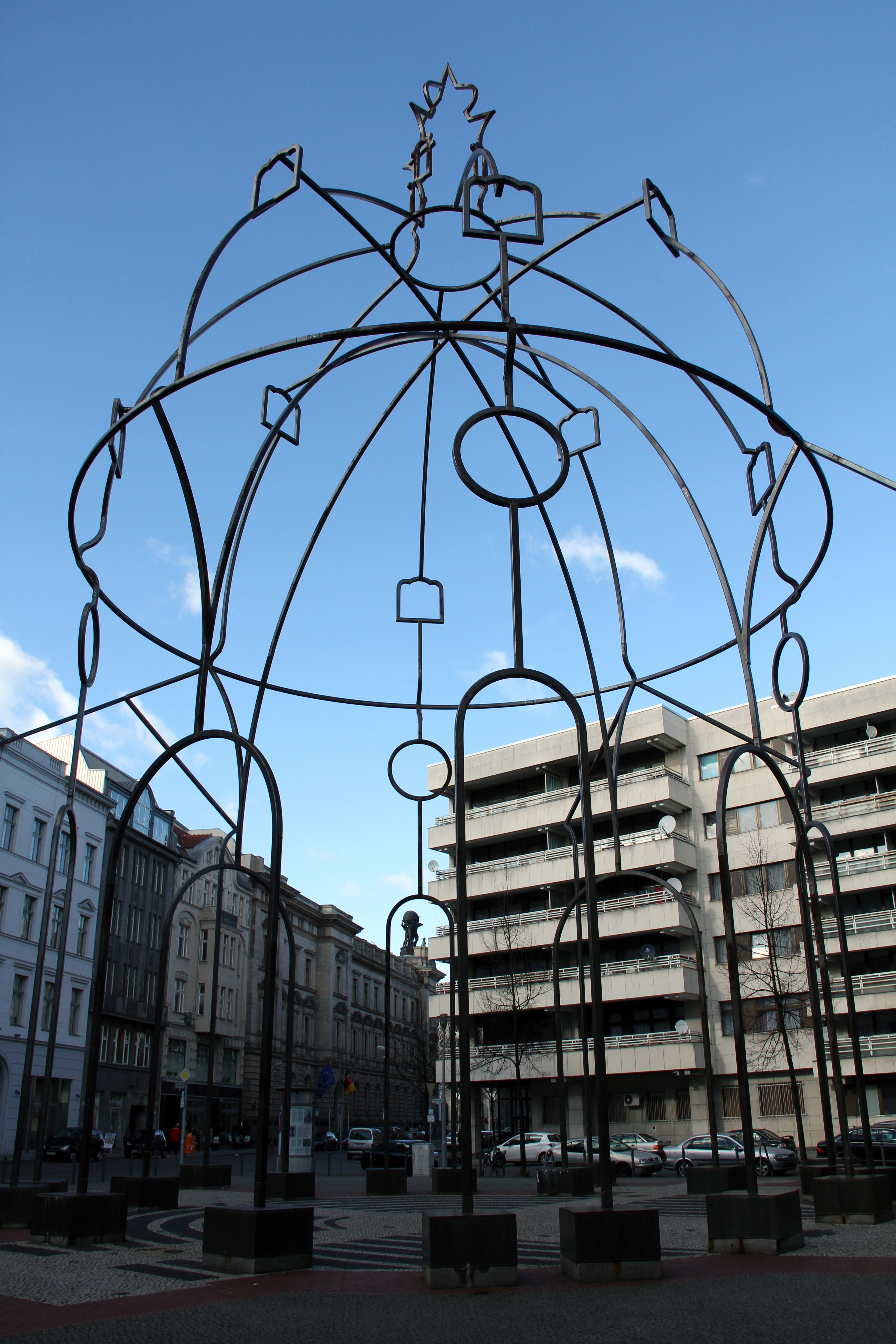
Memoria Urbana Berlin